# Ferdinando Giuseppe Antonelli
Ferdinando Giuseppe Kardinal Antonelli OFM (* 14. Juli 1896 in Subbiano, Provinz Arezzo, Italien; † 12. Juli 1993 in Rom) war ein Kurienkardinal der römisch-katholischen Kirche.

## Leben
Ferdinando Giuseppe Antonelli trat 1909 in Florenz als Novize in den Franziskanerorden ein und studierte am Päpstlichen Athenaeum Antonianum in Rom Katholische Theologie und Philosophie. Am 7. April 1914 legte er die Ewige Profess ab. Während des Ersten Weltkrieges wurde er zum Militärdienst eingezogen. Am 25. Juli 1922 empfing er in Rom das Sakrament der Priesterweihe und studierte anschließend bis 1928 am Päpstlichen Institut für christliche Archäologie.
Von 1928 bis 1965 war er Dozent am Päpstlichen Athenaeum Antonianum und in der Zeit von 1937 bis 1943 sowie von 1953 bis 1959 Rektor der Einrichtung. Darüber hinaus war er von 1939 bis 1945 Generaldefinitor des Franziskanerordens. Von 1962 bis 1965 war er als Konzilstheologe zudem Teilnehmer am II. Vatikanischen Konzil.
Am 26. Januar 1965 ernannte ihn Papst Paul VI. zum Sekretär der Ritenkongregation. Ein Jahr später, am 19. Februar 1966, ernannte ihn Paul VI. zum Titularerzbischof von Idicra und spendete ihm am 19. März desselben Jahres im Petersdom die Bischofsweihe; Mitkonsekratoren waren Francesco Carpino, Offizial der Konsistorialkongregation, und Ettore Cunial, Vizegerent der Diözese Rom.
Im Konsistorium vom 5. März 1973 nahm ihn Paul VI. als Kardinaldiakon mit der Titeldiakonie San Sebastiano al Palatino in das Kardinalskollegium auf. Da er zu diesem Zeitpunkt bereits das 80. Lebensjahr vollendet hatte, nahm er nicht an den beiden Konklaven von 1978 teil. Am 2. Februar 1983 wurde er zum Kardinalpriester pro hac vice erhoben. Seit dem Tod von Henri Kardinal de Lubac am 4. September 1991 war er ältester Kardinal der Welt. Er starb zwei Tage vor seinem 97. Geburtstag.